# Appenzeller Barthuhn
Das Appenzeller Barthuhn ist eine alte Hühnerrasse aus dem Appenzellerland (Schweiz), welche von der ProSpecieRara betreut wird. Sie wird von den Appenzellern «Bartli» genannt.

## Geschichte
Das Appenzeller Barthuhn wurde um 1860 aus Polveraras und rebhuhnfarbigen Italienern gezüchtet. Diese Rasse ist in Mitteleuropa und insbesondere in der Schweiz wenig verbreitet. Die vorhandene Zwergform existiert sowohl in der Schweiz als auch in Deutschland.
Durch die Aktivität von ProSpecieRara konnte das Appenzeller Barthuhn ab 1985 vor dem Aussterben gerettet werden.

## Aussehen
Das Appenzeller Barthuhn hat eine fast rechteckige Körperform mit breiten Schultern und einem mittellangen, leicht abfallenden Rücken. Auffallend ist die Brustwölbung bei der Henne. Die Schenkel sind stark befiedert. Namensgebend ist der ungeteilte Kinn- und Backenbart, der Kehllappen und Ohrenscheiben verdeckt. Dieses robuste Landhuhn ist sehr vital, ein sehr guter Leger und insbesondere für raues Klima sehr gut geeignet. Die Rasse ist rosenkämmig.
Das Futter sollte nicht zu breiig sein, um ein verkleben des Bartes zu vermeiden. Diese Hühner sind zudem frohwüchsig und züchten sehr gut.

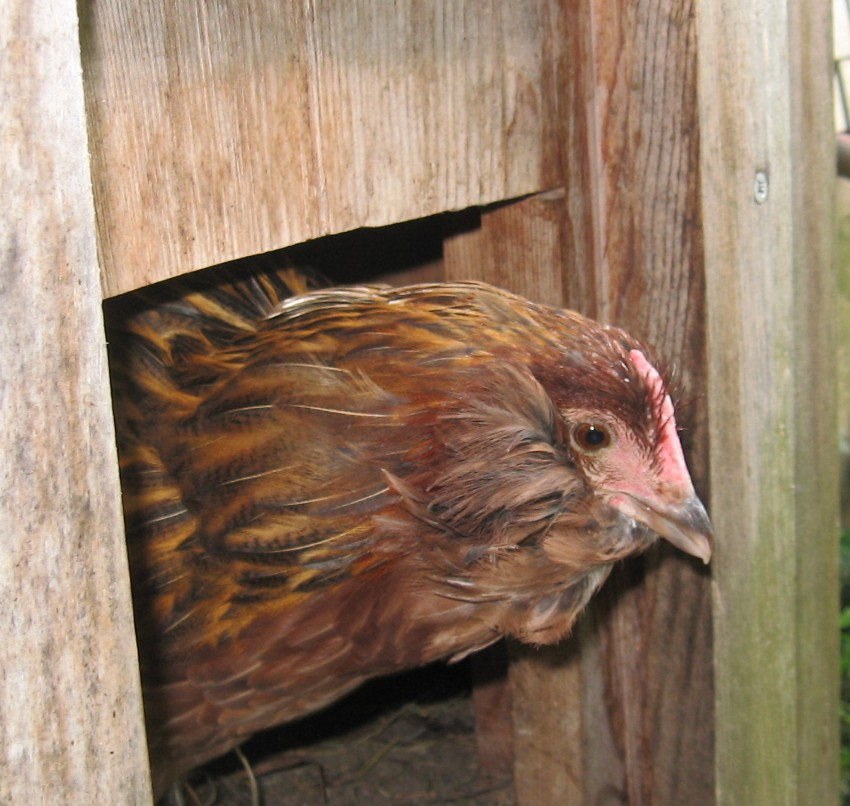
Appenzeller Barthuhn